# Dorupe (przystanek kolejowy)
Dorupe (łotewski: Dorupe) – zlikwidowany przystanek kolejowy w miejscowości Dorupe, w Gminie Jełgawa, na Łotwie. Znajduje się na linii Jełgawa – Lipawa. Perony zostały zburzone w 2016.

## Historia
Przystanek został otwarty w 1934. Do sierpnia 2001 zatrzymał się tu pociąg spalinowy Ryga-Lipawa, a do lutego 2010. Ryga-Reņģe. Od 15 lutego 2010 przystanek nie jest używany.

## Linie kolejowe
- Linia Jełgawa – Lipawa